# Ballerup
Ballerup est une municipalité du département de Copenhague située à l'est de l'île de Seeland au Danemark.

## Villes
| Kommunens største byer |           |                   |
| Nr                     | Ville     | Population (2011) |
| 1                      | Ballerup  | 38 890            |
| 2                      | Skovlunde | 12 000            |

## Jumelage
- East Kilbride, Écosse
- Wuxi, Chine